# عملية جلجلة
عملية جلجلة العسكرية هي حملة عسكرية نفذتها قوات ولاية بونتلاند المتمتعة بالحكم الذاتي شمال الصومال، بهدف استعادة السيطرة على تلال جلجالة من فصيل تابع لحركة الشباب يقوده محمد سعيد أتم، وجرت اشتباكات دورية في الفترة ما بين 8 أغسطس و1 أكتوبر 2014.

## خلفية تاريخية
اتهمت حكومة بونتلاند محمد سعيد أتم بالتورط في تهريب الأسلحة من بونتلاند إلى مقاتلي حركة الشباب في جنوب الصومال وحوادث قرصنة وخطف وإرهاب.

## الحملة العسكرية
بدأت الحملة في 8 أغسطس ردًا على هجوم شنته حركة الشباب في 26 يوليو 2014 ما أسفر عن مقتل جنديين من القوات المسلحة في بونتلاند.  وردا على الحملة ايتهدفت حركة الشباب مراكز مدنية في بوصاصو بتفجيرات انتحارية، وانتهت الحملة العسكرية عندما استولت قوات بونتلاند على قرى طغبرور وطبغدير ودِنديجلي في 17 أكتوبر، وكانت دِنديجلي آخر معاقل حركة الشباب في المنطقة.
في عام 2010 أفادت تقارير بأن 150 من رجال أتم قد انشقوا وانضموا إلى وكالة استخبارات بونتلاند. وذكرت مصادر عسكرية أن أتم "فر قبل بدء معركة جلجلو وترك رفاقه لمواجهة قوات بونتلاند بمفردهم".  وكان يُعتقد أن أتوم قد فر إلى بورعو ثاني أكبر مدن أرض الصومال.  وفي سياق متصل شن قائد شرطة بلدة بورعو عبد الرحمن فوحلي عملية أمنية شملت مداهمات للبحث عن مسلحين مرتبطين بحركة الشباب.  كما نفى ما تردد من أنباء تفيد اختفاء أتم في المنطقة، مؤكدا "اعتزامه تقديم كل من يهدد السلم المجتمعي للعدالة". 
في 17 مارس 2014 اغتيل قائد قوات بونتلاند في جلجالة العقيد جامع سعيد ورسمي "أفغدود" بعد الظهر في هجوم بقنبلة على مشارف مدينة بوصاصو، ونُقل أفغُدود مع ثلاثة من حراسه إلى أقرب مستشفى، إلا أنه توفي متأثراً بجروحه الخطيرة التي أصيب بها جراء الهجوم، وبحسب المتحدث باسم حركة الشباب الشيخ علي طيري، فإن الهجوم كان نتيجة هجوم مخطط له منذ فترة طويلة. 
في 7 يونيو 2014 أعلنت وزارة الإعلام في الحكومة الفيدرالية الصومالية أن أتم أعلن انشقاقه عن حركة الشباب، متهما زعيم حركة الشباب أحمد غودني، بأن لديه أجندة خارجية، وقال أتم بحسب الحكومة "أود أن أعلن أنه اعتبارًا من اليوم قررت حل مشاكلي الدينية والسياسية من خلال الوسائل السلمية والتفاهم". 
في 1 أكتوبر 2014 استعادت قوات بونتلاند السيطرة على آخر معقل لحركة الشباب في جلجالة.  ووفقًا لوزير الإعلام في بونتلاند عبد الولي حيرسي عبد الله، فقد استولت القوات على منطقة جلجالة في هجوم شنته في وقت مبكر من ذلك اليوم و استمر لساعتين، ما أجبر المتمردين على التراجع. 

## ما بعد العملية
في 3 أكتوبر 2014 أصدرت حكومة بونتلاند بيانًا اتهمت فيه حركة الشباب بتدمير الأراضي الزراعية في جلجلة والبلدات القريبة من المنطقة بما فيها المزارع التاريخية ما أدى إلى نزوح داخليًا. 